# Zach Zarba
Zachary Zarba (Brooklyn, 29 aprile 1975) è un arbitro di pallacanestro statunitense.
È in attività in NBA dalla stagione 2003-04. Veste la maglia numero 15, e ha arbitrato 913 partite di regular season e 68 partite dei Playoff incluse 3 NBA Finals.

## Biografia
Ha prima frequentato la Midwood High School a New York City per poi laurearsi, nel 1997, in scienze politiche alla State University of New York at New Paltz. Durante il periodo trascorso al College, Zarba fece parte della locale squadra di basket.

## Carriera
Dopo aver arbitrato per due anni nella NBA G-League, entrò a far parte degli arbitri della NBA a partire dalla stagione successiva. Vanta, inoltre, numerose presenze nella NCAA nelle conference AAC, SEC, Colonial, ASUN e OVC.